# Gastronomía de Noruega
En su forma más tradicional, la gastronomía de Noruega está fundamentada en gran parte en las materias primas disponibles en dicho país, dominado por las montañas, parajes agrestes y el mar. Por lo tanto, se diferencia en muchos aspectos de sus contrapartes gastronómicas continentales, enfocada principalmente en la caza y los pescados. No hay que olvidar que Noruega es un país de clima frío, elemento que domina por completo su cultura gastronómica.

## Los ingredientes

### Pescado

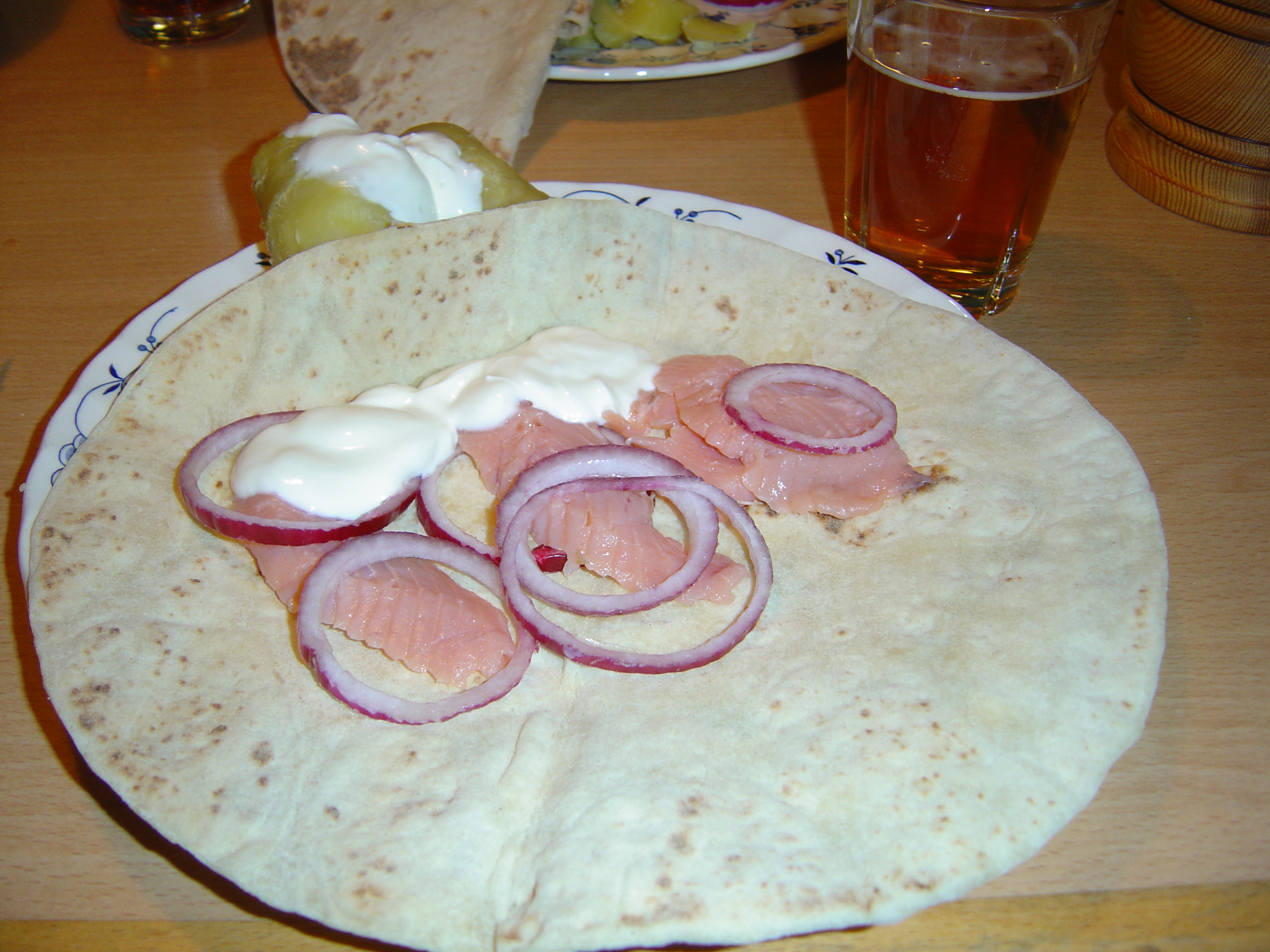
Rakfisk servido con patatas cocidas, cebollas rojas y nata ácida, sobre lefse o pan aplanado.

Uno de los platos tradicionales e internacionalmente conocido debido a su gran popularidad es el salmón ahumado. Se considera este producto como uno de los de mayor exportación, y podría decirse que es una de las contribuciones de la gastronomía noruega a la cocina internacional. El salmón ahumado se prepara tradicionalmente en diferentes maneras, a menudo se sirve con huevo revuelto, eneldo, mostaza o en sándwiches. Muy cercano al salmón ahumado está el gravlaks, (literalmente "salmón enterrado"), que es una especie de salmón curado con una mezcla de sal y azúcar, sazonado con eneldo y (opcionalmente) con otras hierbas y especias. Los gravlaks se venden internacionalmente con otros nombres más familiares. El plato de pescado más peculiar de la cocina noruega es el Rakfisk que consiste en trucha fermentada, y que tiene mucha relación con el surströmming de la cocina sueca.
La exportación noruega de mayor volumen de alimentos en el pasado ha sido el bacalao seco. La variedad del bacalao atlántico conocida como skrei debido a sus hábitos de la migración, ha sido una fuente abundante de alimento durante varios milenios. La pesca anual se conoce como el Lofotfiske por ser realizada en el archipiélago de Lofoten. El Tørrfisk ha sido un alimento básico conocido internacionalmente por siglos, particularmente en la península ibérica y la costa africana. Durante la edad de navegación a vela, así como posteriormente en la edad industrial, el tørrfisk hizo una parte en historia del mundo como el alimento que permitió el comercio a través del Atlántico.
Una gran cantidad de platos de pescados son hoy populares, todos ellos están basados en una gran variedad de especies, tal como el salmón, el bacalao, el arenque, productos de la sardina y la caballa. Uno de los más populares y extraños es el Lutefisk.
Los mariscos suelen servirse frescos, ahumados, en salazón o conservados en vinagre. Las variaciones en las sopas de mariscos batidas con crema son comunes a lo largo de la línea costera.
Debido a la disponibilidad de los mariscos a lo largo de la costa, los platos se sirven generalmente como producto fresco, generalmente cocinado al vapor y muy ligeramente sazonado con hierbas, pimienta y sal. Mientras que la mayoría de los noruegos costeros consideran como principal en una comida de marisco: las cabezas de los mismos, el saco de caviar y el hígado; la mayoría de los restaurantes del interior, por el contrario, ahorrarán a los comensales esta parte de la experiencia. Un número de las especies disponibles se han desechado como alimento y se han utilizado tradicionalmente como cebo, pero la mayoría de los mariscos comunes son parte del menú moderno.

### Carne y caza
La alta cocina se confía en la carne de caza tales como la de alce, reno y aves salvajes. Estas carnes se cazan y se venden, o se regalan como acto puramente social entre vecinos; hoy en día se compran a menudo en las tiendas y suelen ser servidas en ocasiones sociales. Estas carnes tienen un gusto distinto, fuerte, y son servidas a menudo con los condimentos que emparejan, como las bayas salvajes de enebro y diferentes sabrosas salsas.
La carne y las salchichas en conserva existen en una gran variedad, que depende fundamentalmente de las variaciones regionales, y son acompañadas generalmente por platos de crema ácida y lefse o pan de trigo o de patata aplanado. Requeridas especialmente son las delicadezas como el fenalår o pierna de cordero asada lentamente, y el morr que es una salchicha curada al humo, aunque la definición exacta puede variar a partir de una región a otra.
La carne del cordero es muy popular en el otoño, y se consume principalmente en el interior, un ejemplo es el Fårikål (guisado del cordero acompañado de repollo). Las costillas del cordero curadas, y a veces ahumadas, denominadas Pinnekjøtt que se hierven durante varias horas, se sirven tradicionalmente como cena de Navidad en las partes occidentales de Noruega. Otra especialidad de estas regiones es el smalahove, la cabeza del cordero ahumada.
Debido a la supervivencia parcial de un tabú medieval en contra del contacto con caballos muertos, comer la carne del caballo era casi impensable hasta hace unas décadas, aunque se encuentra en la actualidad un cierto uso en la elaboración de salchichas.

## Mieles
Las frutas y las bayas maduran muy lentamente en el clima frío de Noruega. Este fenómeno hace que las frutas tengan una tendencia a un volumen más pequeño y con un gusto más intenso. Las cerezas, las fresas y las manzanas son populares y forman parte de una gran variedad de postres típicos. En algunos casos sorprende que se sirva un queso dulce denominado Geitost. Es muy popular servir pasteles al estilo alemán, con el bizcocho esponjoso; también es posible encontrar los pasteles daneses (conocidos como Wienerbrød o “pan vienés”), que comparten la mesa con los panes dulces o kaffebrød (pan de café, nombrado para su acompañamiento, no por su ingrediente) y galletas. El cardamomo es un condimento muy común.
El café es una parte extremadamente común de la vida social noruega, disfrutado por igual antes y después de las comidas, con los postres y con un licor. El noruego medio consume 160 litros de café, o variado por diez kilos por persona. El 80 % de la población bebe café, desde los más pequeños hasta los más grandes.